# Ivan Svitlytchny
Ivan Oleksiïovytch Svitlytchny (en ukrainien : Іван Олексійович Світличний), né le 20 septembre 1929 à Polovykino, dans l'oblast de Louhansk, et mort le 25 octobre 1992, est un poète, critique littéraire, traducteur et dissident soviétique de langue ukrainienne.

## Biographie
Ivan Svitlytchny naît le 20 septembre 1929 à Polovykino, dans l'oblast de Louhansk, au sein d'une famille d'agriculteurs.
En 1952, il est diplômé de la faculté de philologie de l'Université nationale de Kharkiv. En 1954, il obtient son doctorat à l'institut de littérature Taras-Chevtchenko de Kiev.
De 1954 à 1965, il travaille comme rédacteur au magazine littéraire Dnepr.
Ivan Svitlytchny, devenu proche de Vassyl Symonenko, aide à faire circuler ses poèmes sous forme de samizdat (textes dactylographiés) et de magnitizdat (en) (enregistrements audio clandestins). Par la suite, la poésie de Svitlytchny est traduite en russe par le dissident Iouli Daniel.
Au début des années 1960, Ivan Svitlytchny, en marge de ses activités académiques à l'université de Kharkov, cofonde le Club de la jeunesse créative à Kiev. Ce groupe d'intellectuels ukrainiens de gauche est étroitement surveillé par le KGB de la RSS d'Ukraine.
En août 1965, Ivan Svitlytchny est arrêté pour son implication dans le club et emprisonné pendant un an dans un camp de travail.
En janvier 1971, Ivan Svitlytchny est de nouveau arrêté avec 18 autres personnes dans le cadre de l'affaire Jaroslaw Dobosch. Ce Belge d'ascendance ukrainienne, âgé de 24 ans, est accusé par les autorités soviétiques d'avoir été recruté par une organisation nationaliste ukrainienne pour distribuer de la littérature anticommuniste en Ukraine. Ivan Svitlytchny, qui est alors l'un des principaux contacts de Dobosch, est condamné à sept ans de travaux forcés et à cinq ans d'exil. Il passe son temps légal dans le camp de travail de Perm-35.
En 1977, Andreï Sakharov mentionne le nom de Svitlytchny dans un appel à Jimmy Carter.
Ivan Svitlytchny est finalement libéré en janvier 1983 : il est alors en très mauvais état de santé après avoir subi un accident vasculaire cérébral dans son camp de prisonniers. Pendant les trois dernières années de sa vie, il ne peut ni bouger ni parler. Il meurt le 25 octobre 1992 et est enterré au cimetière Baïkov de Kiev.
Ivan Svitlytchny est membre du PEN Club international à partir de 1978 et de l'Union des écrivains d'Ukraine à partir de 1990. Lauréat du prix Vassyl-Stous en 1989, il reçoit également en 1994 le prix national Taras-Chevtchenko à titre posthume.
Ivan Svitlytchny est le frère de la dissidente et militante des droits de l'homme Nadia Svitlytchna. Après la mort de son frère, Nadia Svitlytchna et la veuve de ce dernier travaillent à la publication d'un recueil de ses poèmes, Je n'ai qu'un mot (У мене - тільки слово), qui paraît en 1994, et d'un livre de mémoires sur Ivan Svitlytchny, Bons yeux (Доброокий), qui paraît en 1998. Les lettres qu'il a envoyées depuis son camp de travail ont également été publiées dans un recueil, Les lettres non écrites n'arrivent pas (Не доходять ненаписані листи).